# Weak Aside

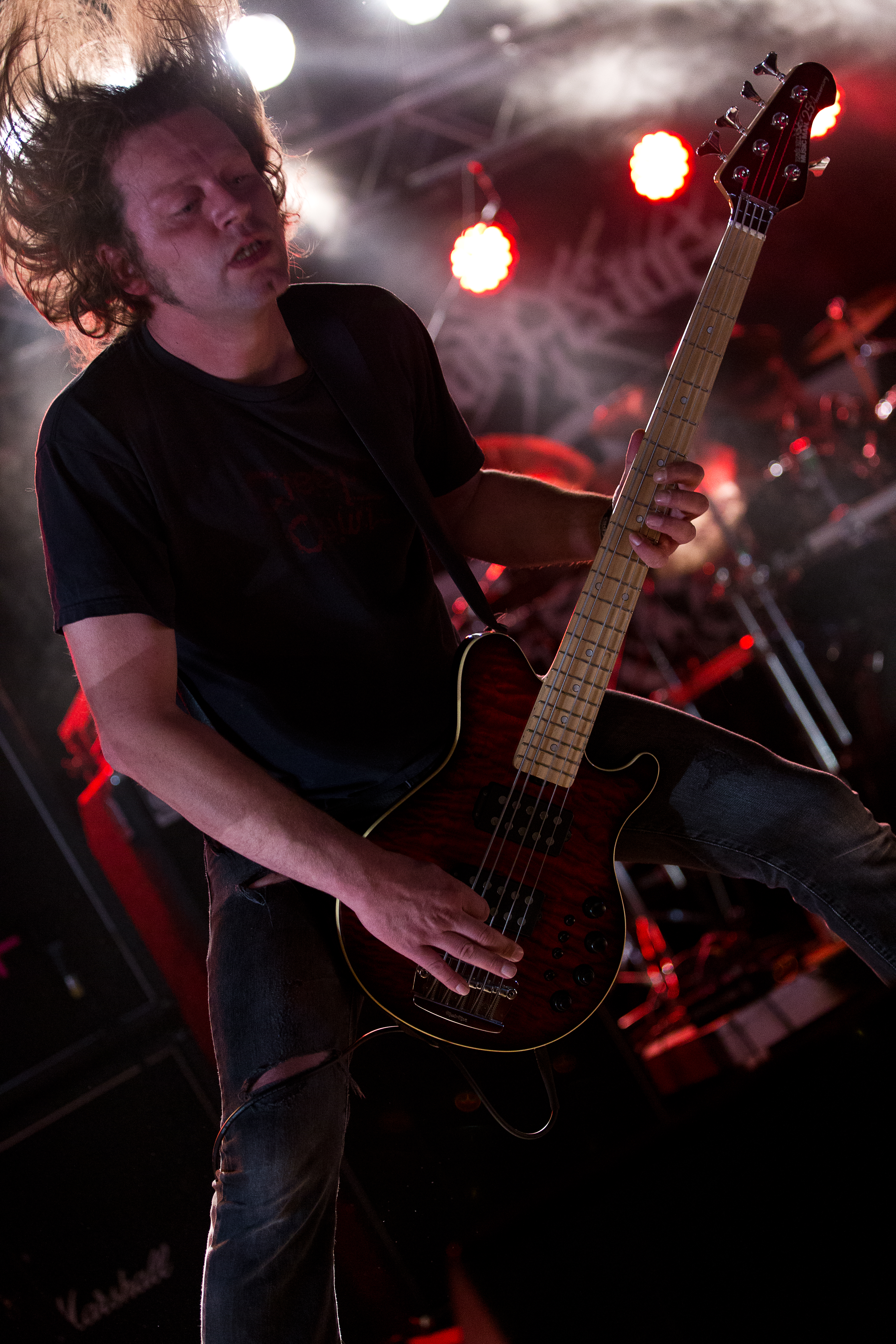
Bassist Axel Pahl beim Party.San 2016

Weak Aside ist eine niedersächsische Death-Metal-Band aus Emden, die im Jahr 2006 unter dem Namen Spearhead gegründet wurde.

## Geschichte
Die Band wurde im Jahr 2006 vom Gitarristen und Sänger Tom Zorn, zuvor bei Fearer tätig, gegründet. Die Gruppe nannte sich anfangs noch Spearhead, wurde 2007 jedoch in Weak Aside umbenannt. Im Sommer 2007 begab sich die Gruppe ins Studio, um ihr Debütalbum Fire at Will aufzunehmen, ehe es im Frühling 2008 erschien. Nachdem sich die Besetzung mehrfach verändert hatte, begannen die Arbeiten zum zweiten Album Ghostleader, die Ende 2009 beendet wurden. Danach begannen die Aufnahmen, die im Anschluss von Thilo Krieger im Desert Inn Studio abgemischt und gemastert wurden. Der Tonträger erschien im Sommer 2010 bei Remission Records. Etwa ein halbes Jahr nach der Veröffentlichung des Albums verließ ein Großteil der Mitglieder die Band. Für ein Jahr halfen befreundete Musiker aus Emden aus, damit die Gruppe weiter live spielen konnte. Als neuer Schlagzeuger stießen Marc Dieken und als neuer Bassist Alex Pahl hinzu. Etwas später kam Luke Kerk als neuer Gitarrist zur Gruppe. 2015 erschien das neue Album The Next Offensive.

## Stil
Sebastian Schilling vom Rock Hard bezeichnete die Musik auf The Next Offensive als Death Metal, der zwischen Bolt Thrower und Fearer liegt. Thematisch behandele das Album das Thema Krieg. Im Interview mit Schilling gab Tom Zorn an, dass man hierbei nicht den Krieg glorifizieren will, sondern man wolle vielmehr das Grauen des Krieges darstellen und wie sinnlos dieser sei. Hierbei sehe man sich in der Tradition von Grindcore-Bands, die martialische Texte hätten. Man versuche in den Texten jedoch politische Aussagen zu vermeiden. Eine Ausgabe zuvor hatte Gretha Breuer das Album rezensiert und die Musik als simplen Death Metal bezeichnet. Auch sie zog einen Vergleich zu Bolt Thrower. Björn Thorsten Jaschinski vom Metal Hammer befand, dass die Band auf Fire at Will Death Metal spielt, der eine Mischung aus „Jungle Rot und Bolt Thrower-Attitüde mit coolen Soli“ sei.

## Diskografie
- 2007: Fire at Will (Album, Eigenveröffentlichung)
- 2010: Ghostleader (Album, Remission Records)
- 2015: The Next Offensive (Album, FDA Rekotz)
- 2018: Forward Into Darkness (Album, FDA Rekotz)